# M/F Skjoldnæs
M/F Skjoldnæs er en dansk færge, der under navnet Sam-Sine fra 1978 til 2009 sejlede på overfarten Hov-Sælvig. Samme år blev færgen 29. november indsat på færgeruten mellem Søby og Fynshav, Als.
Der blev bygget nye færgelejer i Fynshav og Søby, hvor det blev nødvendigt at foretage ændringer og forbedringer af selve kajanlægget ud over den nye og dybere klapgrav samt broklap. Fra 2012 blev færgen indsat på færgeruten Søby-Faaborg, som den stadig besejler.
Udgifterne til færgelejet i Fynshav var 9,5 millioner kroner. I Søby var prisen for det nye færgeleje og de anlæg, der var nødvendige i den forbindelse, 7,4 millioner kroner.
Indkøb af færgen, renovering af færgelejet i Søby og nyt færgeleje i Fynshav løb op i 23 mio. kroner, hvoraf staten bevilgede 14 mio. kr., Sønderborg Kommune 1,5 mio. kr. og Ærø Kommune 7,5 mio. kr.
I Søby er der et trappetårn til passagererne, som også forbedrer forholdene for blandt andet handicappede.
Selskabet Ærøfærgerne A/S overgik den 1. april 2011 fra at være et aktieselskab til at være direkte kommunalt ejet af Ærø Kommune. Selskabets formål er, at forestå færgetrafikken mellem Ærø og Fyn/Als, hvor selskabet står for besejlingen af de fire ruter. Søby-Fynshav med Elfærgen Ellen - Søby-Faaborg med M/F Skjoldnæs og Ærøskøbing-Svendborg med færgerne M/F Ærøskøbing og M/F Marstal.

## Historie
- 1979 - Ruten Hov – Sælvig
- 1995 - Overført til Samsø Linien.
- 2001 - Ombygget og forlænget på Ørskov Christensens Skibsværft, Frederikshavn. Et nyt hovedmaskineri bestående af 2 stk. Cummings anlæg på i alt 325 KW blev installeret og har nu plads til 36 biler.
- 2005 - Sejlede 21. oktober en ekstra tur til Århus med 72 samsinger, der ville protestere mod lukningen af Samsø Sygehus.
- 2008 - Sejler 17. august den sidste tur på ruten Hov–Sælvig
- 2009 - Solgt 3. februar til Ærø Kommune. Afsejlede fra Samsø til Ærø 14/1. Omdøbt til "Skjoldnæs" med hjemhavn i Søby. Udchartret til SamsøTrafikken og i fart Hov–Sælvig fra 25. juni til 16. august. M/F Skjoldnæs blev i november indsat på færgeruten mellem Søby og Fynshav (færgeruten Søby-Mommark nedlægges.
- 2010 - Færgen har ingen elevator og 17. april blev der i Søby og Fynshav monteret et trappetårn med en sædeelevator beregnet til handicappede passagerer.
- 2012 besejler M/F Skjoldnæs foruden Søby–Fynshav også Søby–Fåborg.
- 2019 ophører M/F Skjoldnæs med at besejle færgeruten Søby–Fynshav, som fra den 15. august besejles af Elfærgen Ellen. M/F Skjoldnæs besejler fortsat Søby–Fåborg ruten.
- 2023 Siden 11. juli har Ellen ligget stille på grund af en batterioverophedning, og det har betydet, at M/F Skjoldnæs sejler V-sejlads, så Ærøfærgerne fortsat kan servicere både Fynshav og Fåborg, dog med et reduceret antal afgange.

## Galleri
- M/F Skjoldnæs (2012)
- M/F Skjoldnæs (2012)
- M/F Skjoldnæs (2012)